# Palicourea herzogii
Palicourea herzogii är en måreväxtart som beskrevs av Paul Carpenter Standley. Palicourea herzogii ingår i släktet Palicourea och familjen måreväxter.
Artens utbredningsområde är Bolivia. Inga underarter finns listade i Catalogue of Life.